# Vizovice

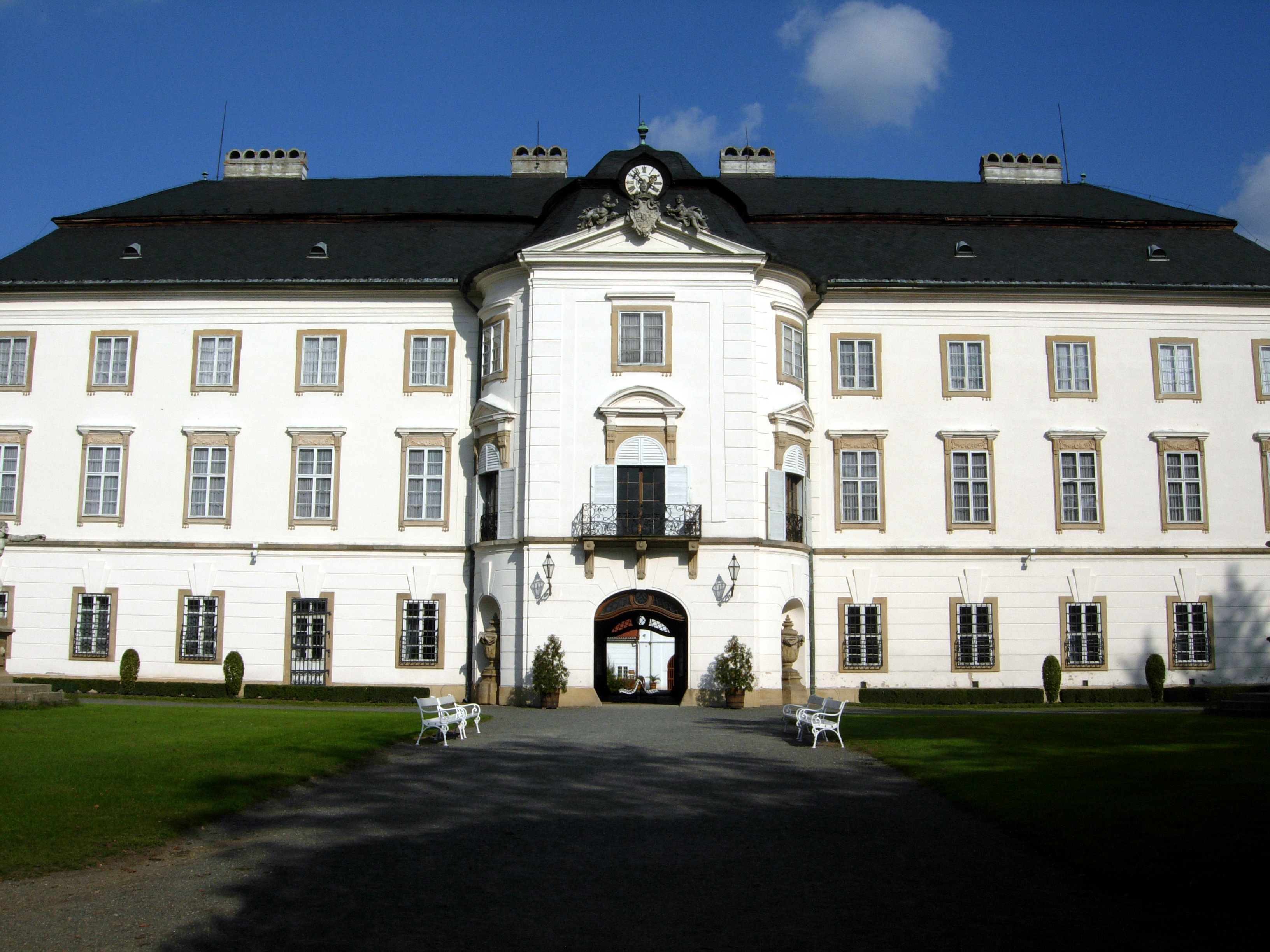
Fachada del castillo de Vizovice.

Vizovice (en alemán: Wisowitz) es una ciudad de unos 4600 habitantes de la región de Zlín, en la República Checa.
La primera referencia documental a la población data de 1261. En 1498 recibió la consideración de ciudad. Se celebra anualmente el festival de música heavy metal llamado «Masters of Rock».

## Monumentos
El castillo es su mayor atractivo.

## Hijos ilustres
- Alois Hába, compositor.
- Bolek Polívka, actor.